# Élections législatives bermudiennes de 2012
Les élections législatives de 2012 aux Bermudes se déroulent le 17 décembre 2012. Elles donnent lieu à une alternance avec le retour au pouvoir de la One Bermuda Alliance. Michael Dunkley devient premier ministre.

## Système politique et électoral
Les Bermudes sont un territoire d'outre-mer du Royaume-Uni de l'atlantique nord organisé sous la forme d'une monarchie parlementaire. Les îles font partie de la Couronne britannique, et la reine du Royaume-Uni Élisabeth II en est nominalement chef de l'État, représenté par un gouverneur.
Le parlement est bicaméral. Sa chambre basse, l'assemblée, est composée de 36 membres élus pour cinq ans au scrutin uninominal majoritaire à un tour dans autant de circonscriptions.
Le vote n'est pas obligatoire.

## Résultats
| Partis                    | Partis                                | Voix   | %     | Sièges | +/-           |
| ------------------------- | ------------------------------------- | ------ | ----- | ------ | ------------- |
|                           | One Bermuda Alliance (OBA)            | 15 949 | 51,68 | 19     | 5             |
|                           | Parti travailliste progressiste (PLP) | 14 218 | 46,07 | 17     | 5             |
|                           | Indépendants                          | 685    | 2,25  | 0      | 0             |
|                           |                                       |        |       |        |               |
| Votes blancs et invalides | Votes blancs et invalides             | 174    | -     | -      | -             |
| Total                     | Total                                 | 31 026 | 100   | 36     | en stagnation |
| Inscrits / participation  | Inscrits / participation              | 43 652 | 71,08 | -      | -             |

| ↓   |     |
| 17  | 19  |
| PLP | OBA |